# 2004 OL12
2004 OL12, também escrito como 2004 OL12, é um objeto transnetuniano que está localizado no Cinturão de Kuiper, uma região do Sistema Solar. Este corpo celeste é classificado como um cubewano. Ele possui uma magnitude absoluta de 6,1 e tem um diâmetro estimado com 265 km.

## Descoberta
2004 OL12 foi descoberto no dia 16 de julho de 2004 pelo astrônomo Marc W. Buie.

## Órbita
A órbita de 2004 OL12 tem uma excentricidade de 0,000 e possui um semieixo maior de 43,632 UA. O seu periélio leva o mesmo a uma distância de 43,632 UA em relação ao Sol e seu afélio a 43,632 UA.